# Nouvelle Académie
 (juin 2013).
Améliorez-le ou discutez des points à vérifier. 

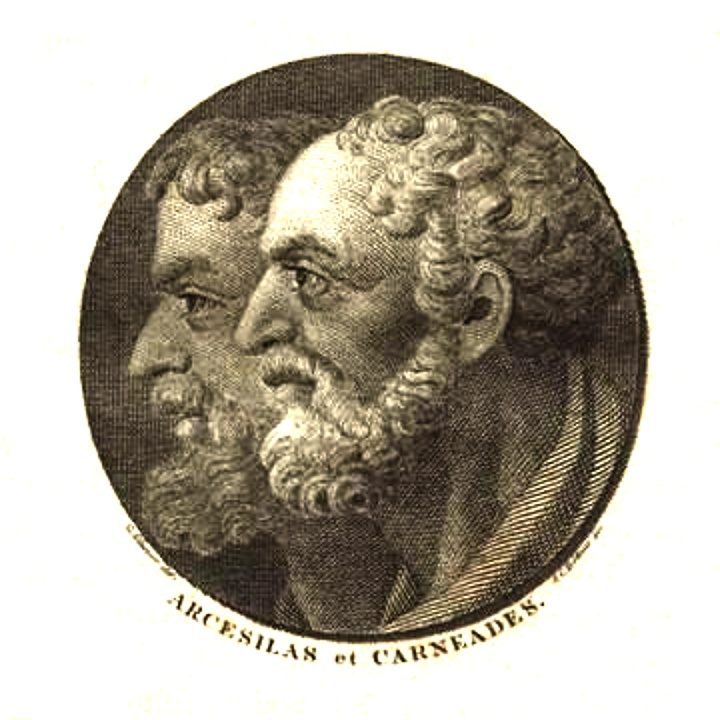
Arcésilas et Carnéade représentés sur la page de garde des Academica de Cicéron, ouvrage édité par Johann August Goerenz en 1810.

La Nouvelle Académie correspond au renouveau de l'Académie de Platon entrepris à partir de 273 av. J.-C. sous la direction d'Arcésilas de Pitane et de ses successeurs.

## Contexte
Il est difficile d'établir le nombre des périodes de l'histoire de l'Académie. Les Anciens distinguaient parfois cinq Académies :
- Celle de Platon, l'Ancienne Académie (-387), pythagorisante, avec Eudoxe, Speusippe (premier scholarque, en -348), Xénocrate (deuxième scolarque en -339), Polémon (troisième en -315), Cratès (quatrième en -269)
- Celle d'Arcésilas, la Moyenne Académie (-264), sceptique
- Celle de Carnéade et de Clitomaque de Carthage, la Nouvelle Académie, probabiliste, avec ses scholarques : Lacydès (sixième scolarque en - 244), Téléclès (septième en -208), Évandre, Hégésine, Carnéade (dixième scolarque en - 186) et Clitomaque (onzième scolarque en -128)
- Celle de Philon de Larissa (douzième scolarque en -110) et de Charmadas, la quatrième Académie, néo-dogmatique
- Celle d'Antiochos d'Ascalon (treizième et dernier scolarque en -85), la cinquième Académie, éclectique.

Cicéron n'en distingue que deux : celle de Platon et celle d'Arcésilas, l'Ancienne et la Nouvelle. Selon lui, l'Ancienne Académie n'ajouta rien à l'enseignement de Platon et se borna à exposer sa philosophie suivant une division en trois parties indiquée par le maître. Au moment où la Nouvelle Académie se constitue, l'épicurisme et le stoïcisme sont déjà bien installés et s'imposent comme philosophies dominantes dans le monde hellénistique.

## Spécificité de la Nouvelle Académie
Le renouveau de l'Académie est une sorte de révolution : le caractère achevé de l'œuvre platonicienne est remis en cause, et la vérité doit de nouveau être recherchée. Cet esprit de recherche serait proche du Platon des dialogues aporétiques s'il n'allait en réalité bien plus loin en déclarant qu'on ne trouverait jamais le vrai. La Nouvelle Académie, sous l'impulsion d'Arcésilas, est aussi un retour à la dialectique socratique et à la conscience de l'ignorance qui permet la liberté critique. Pour cette dernière raison, la Nouvelle Académie a pu être considérée comme une suite légitime de l'ancienne.
Quelques textes (cf. Cicéron) font allusion à un enseignement ésotérique de la Nouvelle Académie. L'initiation aux dogmes du maître aurait été réservée à une élite de disciples. Toujours d'après Cicéron, l'enseignement se faisait suivant la raison, c'est-à-dire que les professeurs évitaient de laisser paraître leurs pensées pour que leurs disciples ne suivent pas l'autorité (ut ratione potius quam auctoritate ducantur).

## Le scepticisme de la Nouvelle Académie
Elle montre des tendances sceptiques et est souvent difficilement distinguée du pyrrhonnisme :
C'est une question ancienne fort controversée parmi les écrivains grecs que celle de savoir s'il y a une différence entre la Nouvelle Académie et le pyrrhonisme
Aulu-Gelle, Nuits Attiques, XI, 5
Pour les pyrrhoniens comme Timon de Phlionte ou Sextus Empiricus, la Nouvelle Académie ne peut être considérée comme sceptique du fait qu'elle affirme dogmatiquement que toute chose est inconnaissable (là où les pyrrhoniens affirment que nous ne pouvons nous déterminer sur la connaissabilité des choses).
Une autre distinction entre les pyrrhoniens et les néo-académiciens vient du fait que ces derniers sont de manière permanente en discussion avec le stoïcisme. Ils le critiquent. Les stoïciens intègrent ces critiques et y répondent. Les néo-académiciens intègrent ces réponses et formulent de nouvelles critiques, etc. Au fil du temps, les thèses de la Nouvelle Académie se rapprochent de plus en plus de celles des stoïciens, là où les pyrrhoniens tentent de maintenir le plus de distance possible avec les dogmatiques.

## Philosophes des Moyenne et Nouvelle Académies

### Moyenne Académie
- Arcésilas de Pitane (-316 à -244)
  - Pythodore
  - Aridices de Rhodes
  - Dorothée
  - Panarétos
  - Démophanes
  - Ecdémos ou Edélos
  - Apelles

### Nouvelle Académie
- Lacydès, successeur d'Arcésilas en -244 (ouvrages : Philosopha et Peri phuseos)
  - Aristippe de Cyrène
  - Paulos
- Téléclès et Évandre, phocéens, successeurs de Lacydes
- Hégésine, successeur d'Évandre et maître de Carnéade
- Carnéade (-215 à -129)
  - Mélanthios de Rhodes
  - Eschine de Naples
  - Mentor
  - Hagnon de Rhodes
  - Zénon de Rhodes
  - Zénodore et Agasiclès de Tyr
  - Bataces et Corydallos d'Amise
  - Biton de Soles
  - Asclépiade d'Apamée
  - Olympiodore de Gaza
  - Hipparque de Soles
  - Sosicrate d'Alexandrie
  - Stratippe
  - Calliclès de Larissa
  - Apollonios
- Carnéade, fils de Polémarque ?
- Cratès de Tarse ?
- Clitomaque de Carthage (-187 à -110), successeur le plus probable de Carnéade
- Charmadas
  - Héliodore
  - Phanostrate
  - Métrodore de Scepsis
- Eschine
- Métrodore de Stratonice
- Philon de Larissa (v. -148/150 à -85/77) disciple de Clitomaque
- Antiochus d'Ascalon (mort en -69)
- Autres académiciens :
  - Paséas
  - Thrasys
  - deux Eubulus
  - Agamestor ou Agapestor
  - Damon
  - Leontios
  - Monschion
  - Evandre d'Athènes
  - Boéthos (disciple d'Aristippe de Cyrène)